# Knickpoint

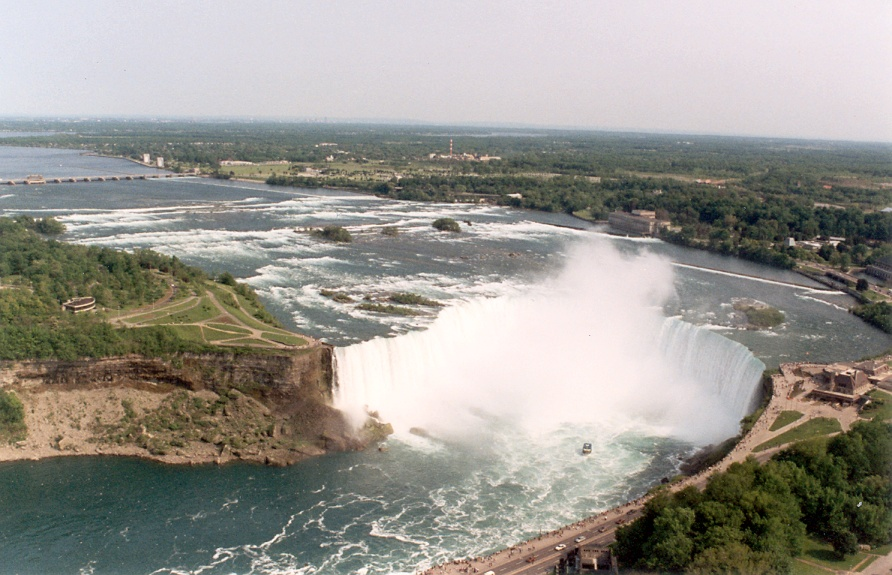
La Horseshoe Falls, una de las tres caídas de las Niagara Falls. Las caídas son un knickpoint, formados por la erosión más lenta por encima de las cascadas que por debajo.

Un knickpoint (en original en inglés, que significa recodo, hendidura o repliegue) es un término geomorfológico referido a un segmento de alta pendiente en el perfil longitudinal de un río. Todos los saltos y cascadas son knickpoints por definición. Un knickpoint puede ser producto de un contexto estático o dinámico: 
- en un contexto estático, un knickpoint se forma donde se encuentran diferentes tasas de erosión antes y después del knickpoint, por lo que está gobernado por el régimen de descarga y por las estructuras y composición de la roca base y orilla del río (litologías);

- en un contexto dinámico, un knickpoint puede estar asociado a un ajuste de canales luego de un cambio climático o tectónico, generado por ejemplo por una caída del nivel de base. Este ajuste se propaga corriente arriba, comunicando el cambio a través de uniones tributarias y en todas partes de la red del río.

El cauce del río desarrolla una caída de agua sobre el knickpoint donde el flujo genera un cizalle máximo que permite una mayor erosión y transporte de los sedimentos.
En general todo knickpoint evoluciona desplazándose corriente arriba producto de la erosión del río para ajustarse al nivel base. Así, si el proceso que genera un knickpoint  se mantiene fijo, se pueden generar una serie de knickpoints que migran cuesta arriba desde el punto fuente donde mientras más arriba, más antiguo. Si el knickpoint se debe únicamente a erosión diferencial por pasar de una roca muy resistente a otra más blanda, el flujo de agua solo realzará la discontinuidad.
Estas discontinuidades pueden ser utilizadas para estudiar la evolución tectónica de una cuenca (cambio en nivel de base típicamente), donde es de esperarse que toda la red hidrográfica de la cuenca presente una migración más menos homogénea de los diferentes knickpoints que pueda presentar, en contraste con knickpoints de distribución más irregular debidos, por ejemplo, a la erosión diferencial producto de diferentes litologías.